# Један цијели људски вијек
„Један цијели људски вијек” је југословенски ТВ филм из 1984. године. Режирала га је Љиљана Јојић а сценарио је написала Зденка Новотни.

## Улоге
| Глумац               | Улога |
| -------------------- | ----- |
| Миљенка Андроић      |       |
| Ена Беговић          |       |
| Дино Дворник         |       |
| Иво Грегуревић       |       |
| Драго Митровић       |       |
| Ања Шоваговић Деспот |       |
| Олга Спиридоновић    |       |